# Маратеа
Марате́а (итал. Maratea) — коммуна в Италии, расположена в регионе Базиликата, подчиняется административному центру Потенца.
Население составляет 5287 человек (на 2004 г.), плотность населения составляет 80 чел./км². Занимает площадь 67 км². Почтовый индекс — 85046. Телефонный код — 0973.
Покровителем коммуны почитается святой Власий, празднование в первую субботу и второе воскресение мая.
В городе есть множество церквей, богатых произведениями искусства. Наиболее известным памятником является статуя Христа-Искупителя, 22 метров в высоту.
Местное побережье очень красиво и привлекает тысячи туристов каждый год.